# Кальмовка
Кальмовка (баш. Кальмовка) — деревня в Кармаскалинском районе Республики Башкортостан Российской Федерации. Входит в состав Николаевского сельсовета. 

## География

### Географическое положение
Расстояние до:
- районного центра (Кармаскалы): 6 км,
- центра сельсовета (Константиновка): 3 км,
- ближайшей ж/д станции (Карламан): 10 км.

## История
Указом Президиума Верховного Совета Республики Башкортостан от 14 мая 1993 года № 6-2/207 Посёлок участка № 2 совхоза «Карламан» Николаевского сельсовета был переименован в деревню Кальмовку.

## Население
| 2002 | 2009 | 2010 |
| ---- | ---- | ---- |
| 40   | ↘39  | ↘30  |

Национальный состав
Согласно переписи 2002 года, преобладающая национальность — русские (65 %).